# 은방울수선속
은방울수선속(학명: Leucojum 레우코윰[*])은 수선화과의 한 속으로, 봄은방울수선(Leucojum vernum)과 은방울수선(Leucojum aestivum)이 유일한 종이며 알뿌리 식물이다. "스노플레이크(snowflake)"라고도 한다.

## 특징

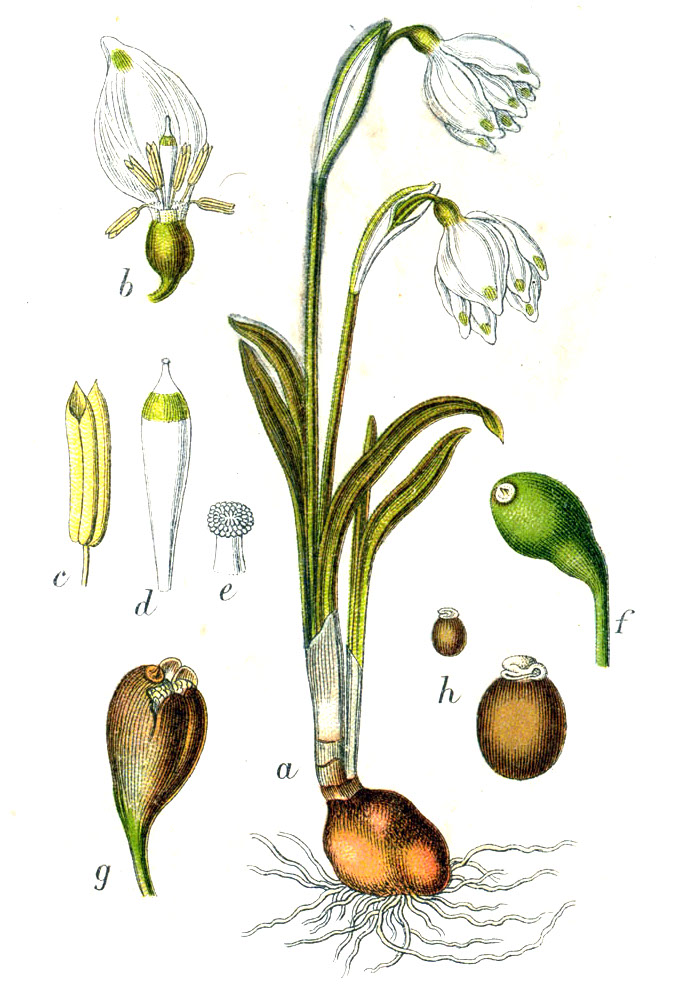
봄은방울수선(Leucojum vernum)

피레네산맥에서 루마니아와 서러시아에 이르는 유럽 중남부가 원산이지만, 북아메리카의 동해안을 포함한 다른 많은 지역에 분포하는 귀화식물이다. 잎은 어두운 녹색을 띠고 길고 좁다. 꽃은 봄인 2월에서 5월까지 피고 흰색의 꽃잎 6장이 종 모양을 이루고 아래를 향해 핀다. 각각의 꽃잎 끝에 녹색 점(가끔은 노란색)이 있으며 약간의 향이 난다. 6개의 수술과 1개의 암술로 이루어져 있다. 열매는 삭과로 말라서 3갈래로 갈라지며 안에는 둥글고 까만 씨가 들어 있다.
봄은방울수선(Leucojum vernum)은 보통 15~20cm 높이로 자라지만, 35cm까지 자라기도 한다. 꽃은 갈란투스(Galanthus, 스노드롭)보다 일, 이주 늦게 피어 2월 중순에서 3월까지 피고 자생지에서는 눈이 녹은 뒤 곧이어 핀다. 꽃은 한 줄기에 한 송이씩 달린다.

두 개의 변종이 있다. L. vernum var. vernum 은 꽃잎에 녹색 점이 있으며, L. vernum var. carpathicum은 식물체가 더 크고 꽃잎에 노르스름한 점이 있다. var. vernum의 변종인 'vagneri'는 보통 한 줄기에 꽃을 2송이씩 피운다. 스프링 스노플레이크(Spring snowflake)라고 하기도 한다.
은방울수선(Leucojum aestivum)은 서식지가 유럽에서 서남아시아, 이란 북부까지 넓고, 축축한 삼림지대를 포함한 습기가 많은 곳에서 자란다. 봄은방울수선보다 커서 약 60cm까지 자라지만 꽃은 더 작다. 꽃은 4월에서 5월까지 피고 3~7송이의 꽃이 산형꽃차례로 달린다.

Leucojum aestivum subsp. pulchellum (Salisb.) Briq.은 지중해 서안이 원산이며, 20cm로 작게 자란다. 꽃은 2주 빠른 3월 중순에 핀다. 섬머 스노플레이크(summer snowflake)라고도 한다.

## 품종
은방울수선 '그레이브티 자이언트'(Leucojum aestivum 'Gravetye Giant')는 큰 꽃을 피우는 품종으로, 영국 웨스트서식스 주(West Sussex)에 위치한 저택 'Gravetye Manor'의 이름을 따서 붙여졌다.
봄은방울수선 '포드폴로제'(Leucojum vernum 'Podpolozje')는 var. carpathicum과 변종'vagneri'의 특징을 결합한 튼튼한 품종으로, 한 줄기에 꽃이 두 송이씩 피며, 꽃잎에 노란 점이 있다.

## 사진

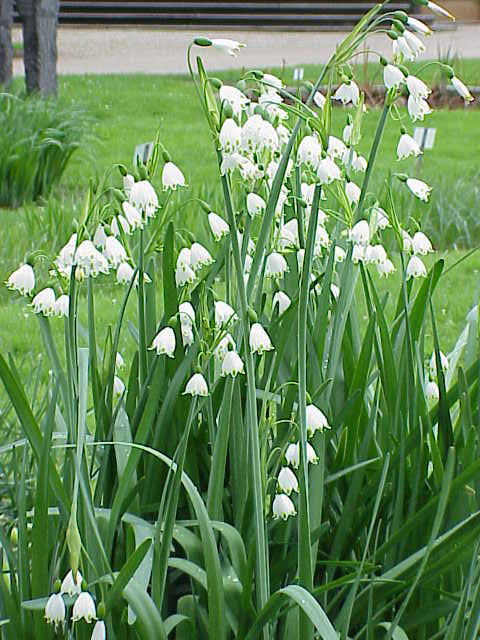
은방울수선(Leucojum aestivum)
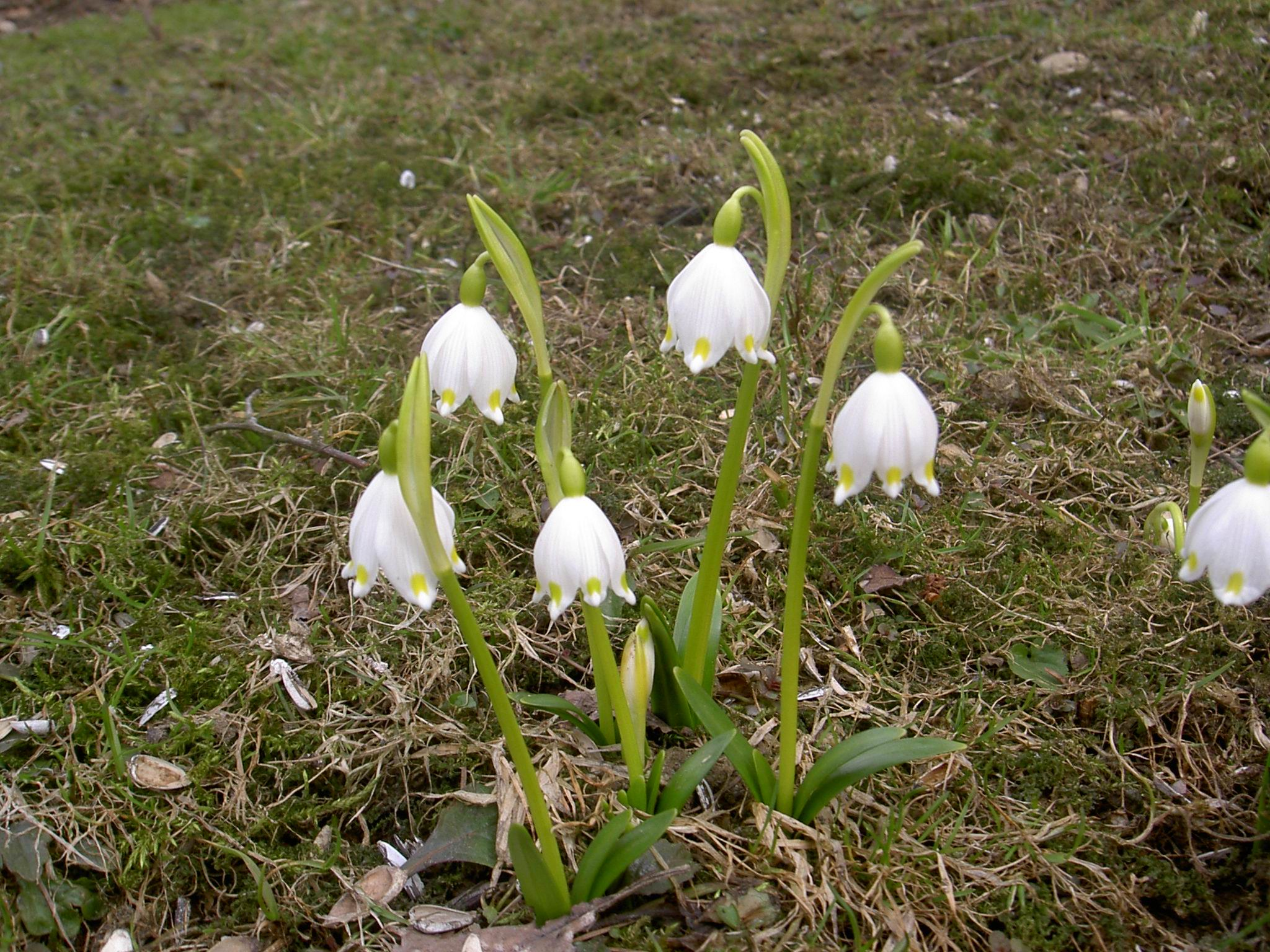
봄은방울수선(Leucojum vernum)
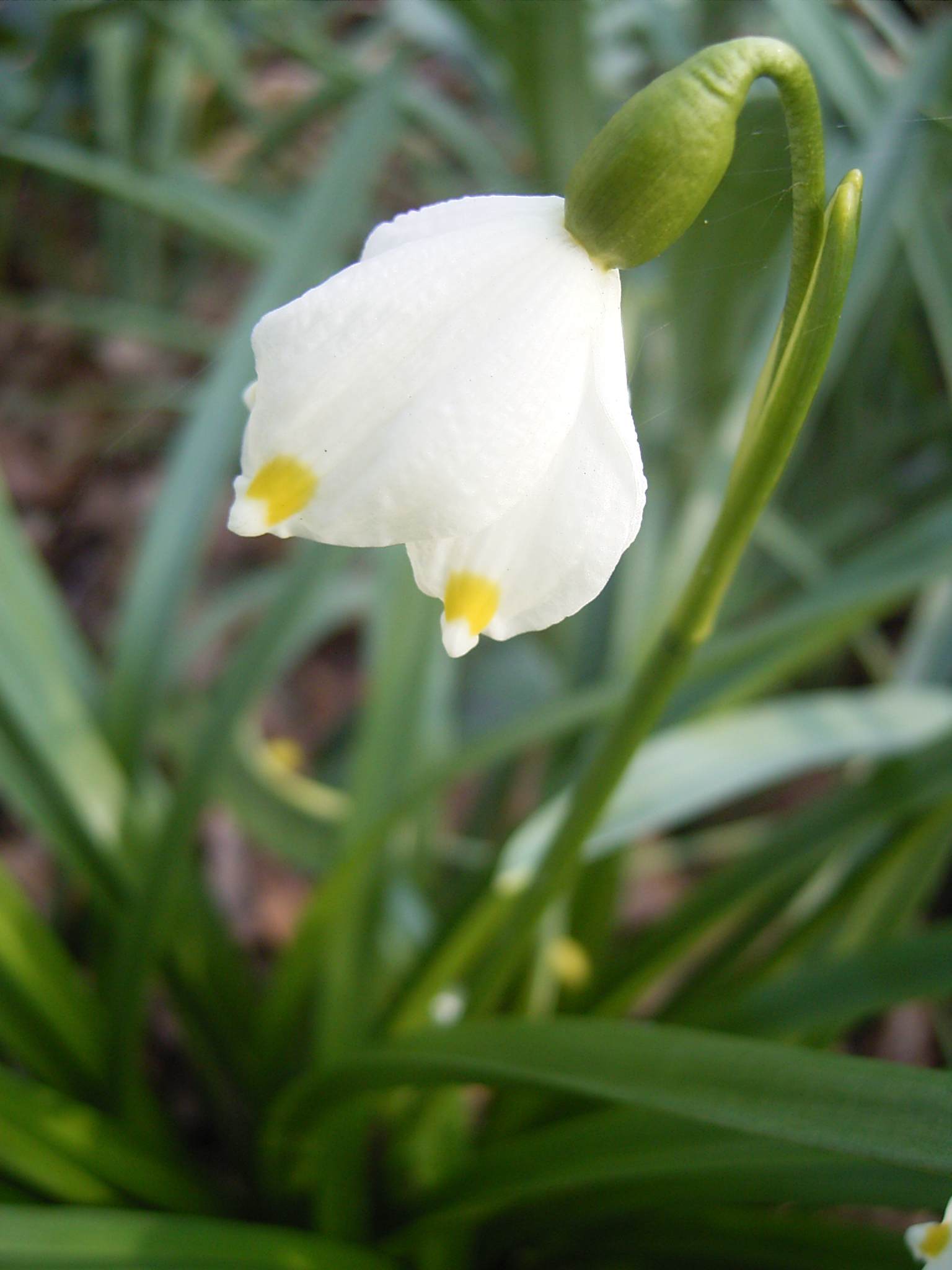
var. carpathicum의 꽃
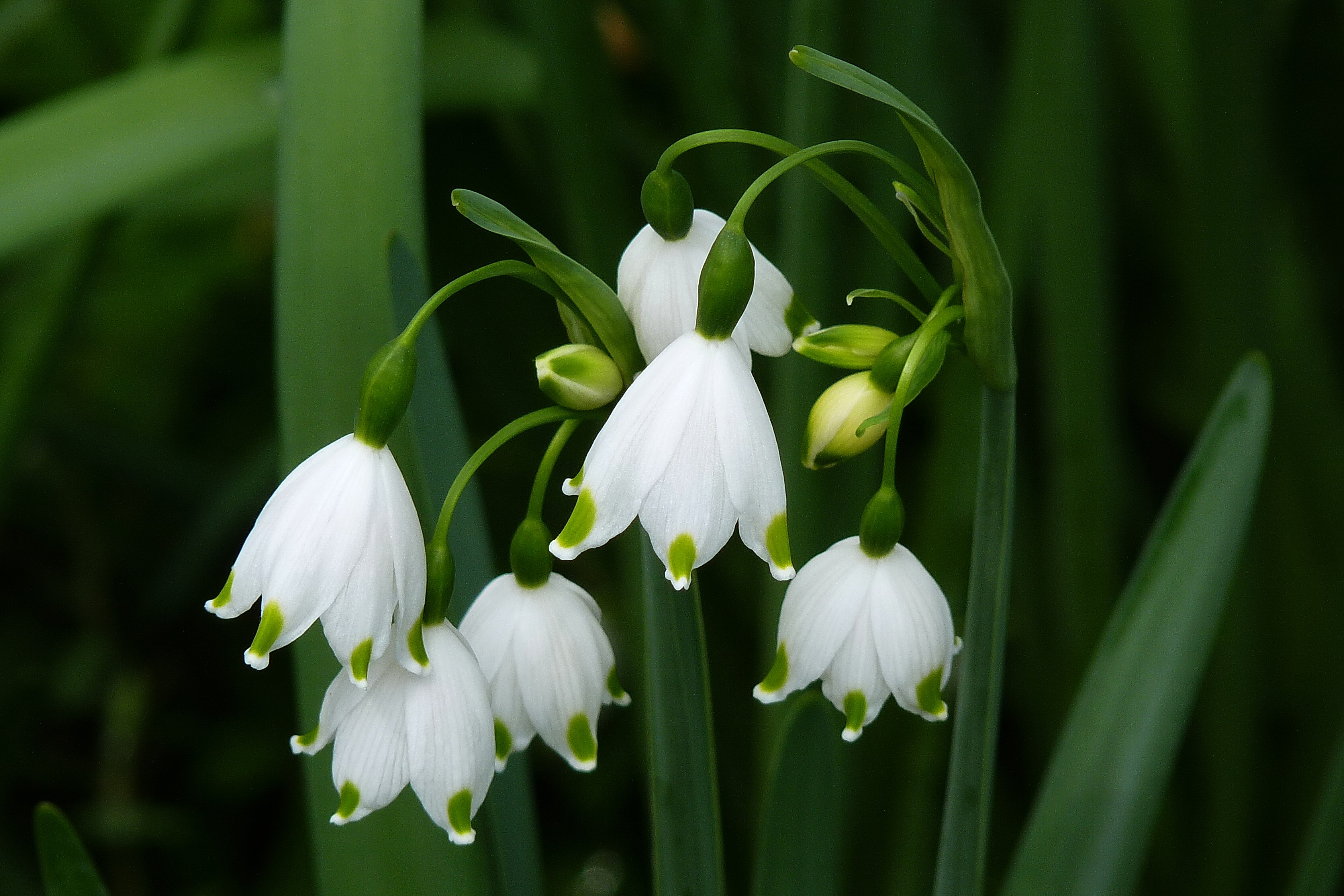
은방울수선(Leucojum aestivum)